# Louis Klein (General)

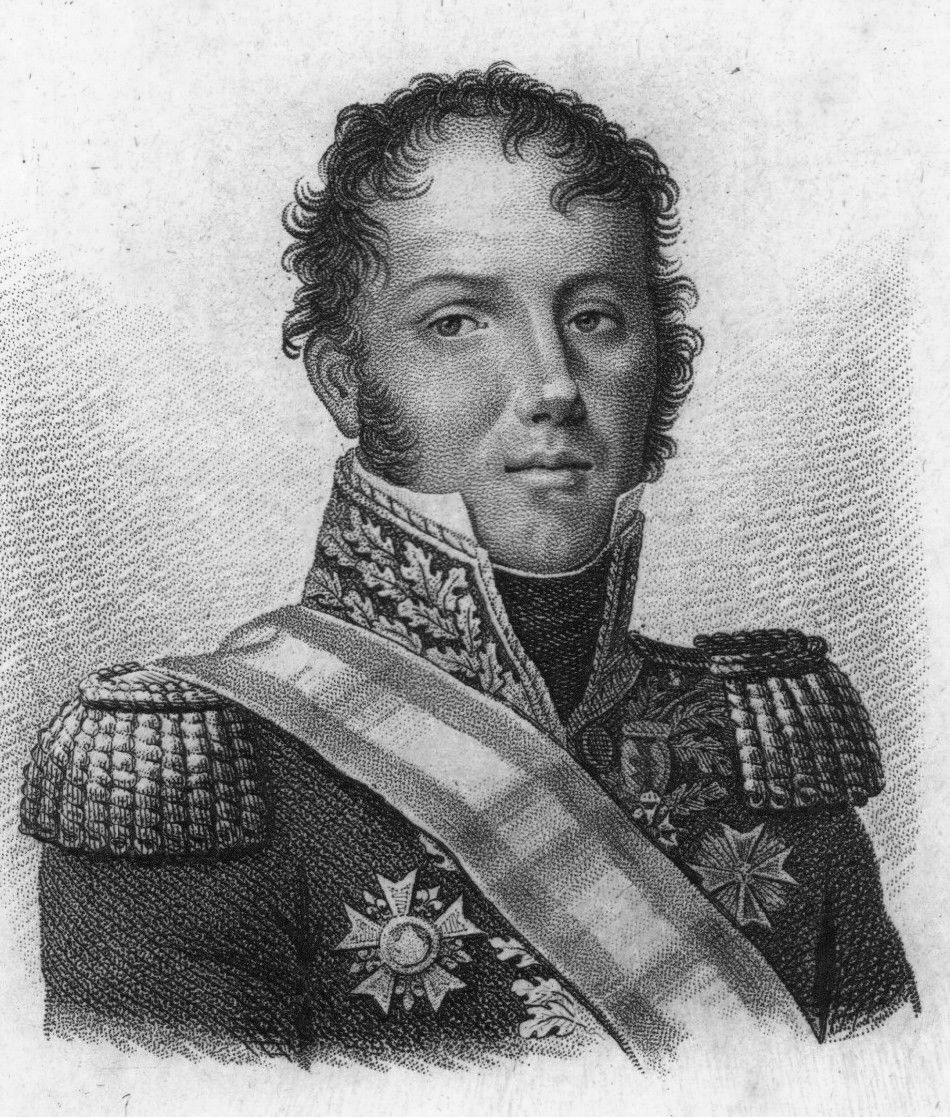
Louis Klein

Dominique Louis Antoine Klein (* 29. Januar 1761 in Blâmont, Département Meurthe-et-Moselle; † 2. November 1845 in Paris) war ein französischer Général de division.

## Leben
Seine militärische Karriere begann Louis Klein in der Garde de la porte von König Ludwig XVI. Klein war kein Royalist und eher als ein Anhänger der Revolution zu sehen. Bereits am 1. Oktober 1787 quittierte er seinen Dienst im Maison militaire du roi de France. 
Am 25. Januar 1781 heiratete Klein in seiner Heimatstadt Marie Agathe Pierron und hatte mit ihr einen Sohn; Édouard Marie Arsène (1784–1843). Am 12. Januar 1792 trat er im Rang eines Sous-lieutenant in die Armée du Nord ein und machte sehr rasch Karriere. Bereits 1795 stand er im Rang eines Général de brigade im Stab von Michel Ney.
In der Schlacht bei Preußisch Eylau kommandierte Klein eine Kavalleriedivision.
1808 ließ sich Klein mit Erlaubnis Napoleons scheiden und heiratete am 2. Juli desselben Jahres Louise Caroline d’Arberg de Valangin (1779–1852) und hatte mit ihr auch einen Sohn, Eugène Joseph Napoleon (1813–1872). Seine zweite Ehefrau war eine Zofe von Kaiserin Joséphine de Beauharnais.
1807 wurde Klein zum Senator ernannt und er hatte dieses Amt bis April 1814 inne. Eine seiner letzten Amtshandlungen war seine Forderung nach Napoleons Abdankung. Da er sich öffentlich gegen Napoleons Rückkehr stellte und auch gegen dessen Herrschaft der Hundert Tage opponierte, machte ihn während der Restauration König Ludwig XVIII. zum Pair von Frankreich.
Im Alter von über 83 Jahren starb Louis Klein am 2. November 1845 in Paris und fand auf dem Friedhof Père-Lachaise seine letzte Ruhestätte.

## Ehrungen
- 1804 Ritter der Ehrenlegion
- 1808 Comte de l’émpire
- 1809 Orden vom Pfälzer Löwen
- 1815 Ordre royal et militaire de Saint-Louis
- 1831 Pair von Frankreich
- 1834 Großkreuz der Ehrenlegion
- Sein Name findet sich auf dem östlichen Pfeiler (17. Spalte) des Triumphbogens auf dem Place Charles-de-Gaulle (Paris).